# Mayflower
Mayflower je bila ladja, ki je pripeljala naseljence (pozneje imenovane Očetje romarji, Pilgrim Fathers) iz Plymoutha, Anglija, v kolonijo Plymouth, leta 1620. Plymouth je zapustila 6. septembra, se za kratek čas ustavila v Renewsu na Novi Fundlandiji in se 11. novembra (oba datuma sta po julijanskem koledarju) zasidrala blizu Cape Coda. Potovanje je navdihnila prva uspešna ustanovitev stalne angleške naselbine, Jamestowna, ki jo je leta 1607 ustanovila Londonska virginijska družba.